# Pilea krugii
Pilea krugii är en nässelväxtart som beskrevs av Ignatz Urban. Pilea krugii ingår i släktet pileor, och familjen nässelväxter. Inga underarter finns listade i Catalogue of Life.